# Selección de rugby league de Australia

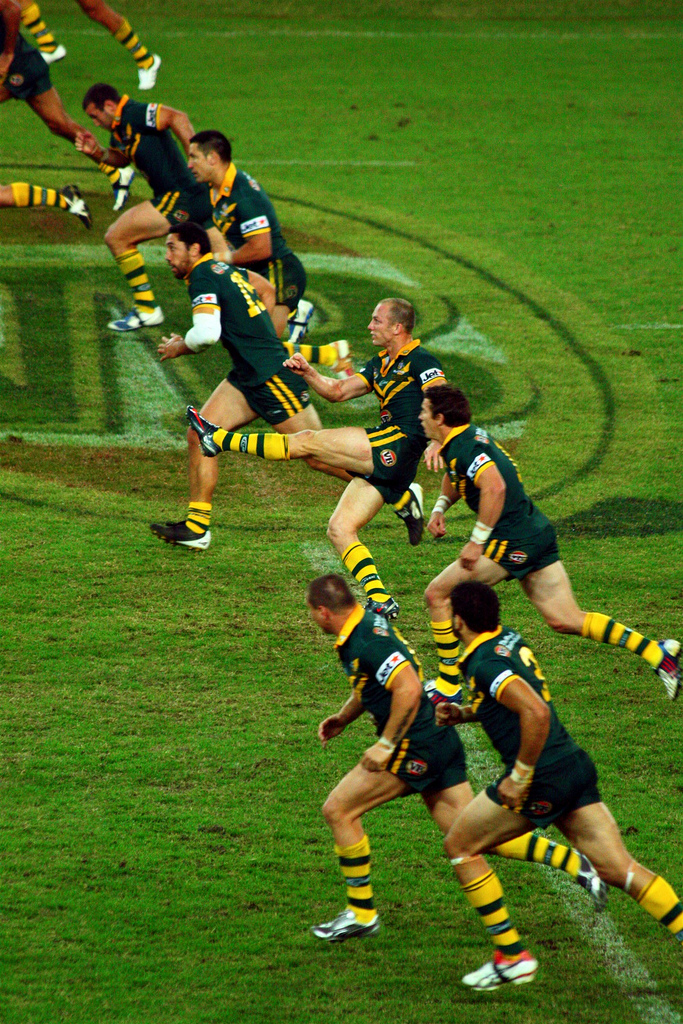
Selección de rugby league de Australia en el Anzac Test 2009

La selección de rugby league de Australia representa a Australia en competiciones de selecciones nacionales de rugby league. Se formó por primera vez en 1908, y está bajo el control de la Australian Rugby League Commission.
Su apodo es "Canguros", y utiliza vestimenta verde con vivos amarillos.
Australia ha disputado todas las ediciones de la Copa del Mundo de Rugby League, siendo la selección más exitosa en la competición, logrando 12 títulos en 16 ediciones. En el Tres/Cuatro Naciones fue campeón seis veces y subcampeón en las restantes tres ediciones.

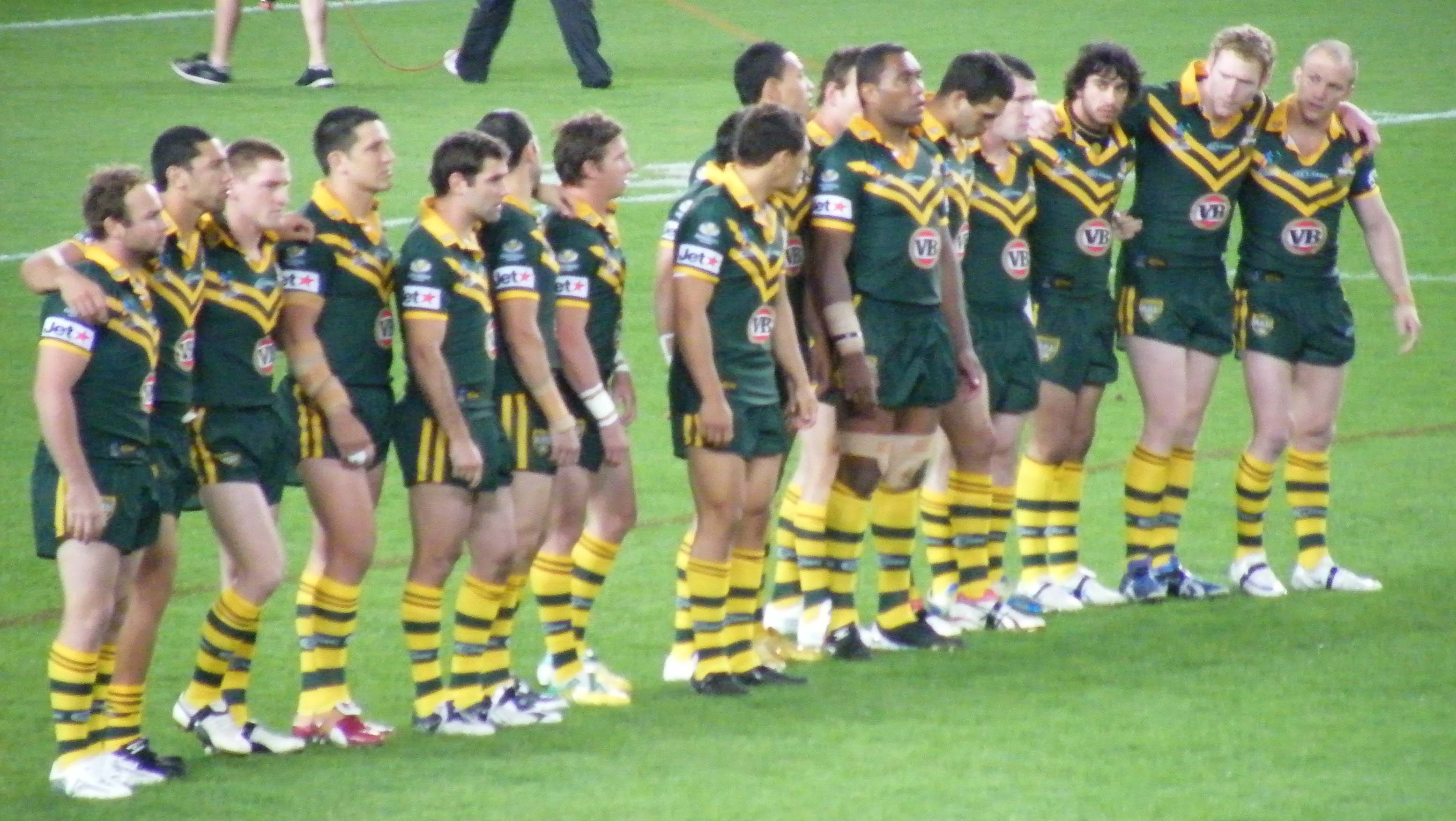
Canguros en la final de la Copa Mundial 2008

## Palmarés
Copa del Mundo de Rugby League
- Campeón (12): 1957, 1968, 1970, 1975, 1977, 1985/88, 1989/92, 1995, 2000, 2013, 2017, 2021
- Subcampeón (3): 1960, 1972, 2008

Cuatro Naciones de Rugby League
- Campeón (6): 1999, 2004, 2006, 2009, 2011, 2016
- Subcampeón (3): 2005, 2010, 2014

Rugby League Pacific Championships
- Campeón (2): 2019, 2024

ANZAC Test
- Campeón (17): 1997, 1999, 2000, 2004, 2005, 2006, 2007, 2008, 2009, 2010, 2011, 2012, 2013, 2014, 2016, 2017, 2019

Copa del Mundo de Rugby 9
- Campeón (1): 2019

## Participación en copas
| - 1954 : 3° puesto - 1957 : Campeón - 1960 : 2° puesto - 1968 : Campeón - 1970 : Campeón - 1972 : 2° puesto - 1975 : Campeón - 1977 : Campeón - 1985/88 : Campeón - 1989/92 : Campeón - 1995 : Campeón - 2000 : Campeón - 2008 : 2° puesto - 2013 : Campeón - 2017 : Campeón - 2021 : Campeón - 2026 : clasificado | - 1999 : Campeón - 2004 : Campeón - 2005 : 2° puesto - 2006 : Campeón - 2009 : Campeón - 2010 : 2° puesto - 2011 : Campeón - 2014 : 2° puesto - 2016 : Campeón - 2019 : Campeón - 2023 : 2° puesto - 2024 : Campeón |